# Daiane Limeira
Daiane Limeira Santos Silva, née le 7 septembre 1997 à Uberlândia, communément appelée Daiane Limeira ou simplement Daiane, est une footballeuse professionnelle brésilienne qui joue en tant que défenseur dans l'équipe de Flamengo et l'équipe nationale féminine du Brésil.

## Biographie

### Carrière en club
Daiane commence le football au Clube de Regatas do Flamengo à Uberlândia. À 16 ans, elle réussit un essai avec l'Associação Desportiva Centro Olímpico (en), mais n'est pas en mesure de collecter suffisamment de fonds pour déménager à São Paulo. Au lieu de cela, elle réussit ses essais avec l'équipe des moins de 17 ans de Kindermann (en), et impressionne suffisamment pour être directement intégrée à la première équipe senior,.
En 2014, Daiane joue au futsal pour l'équipe des moins de 17 ans de l'Associação Desportiva 3R et pour Joinville Esporte Clube. En 2015, elle joue au football pour le XV de Piracicaba et Tiradentes, avant de rejoindre Rio Preto en 2016. Au XV de Piracicaba, elle passe du jeu sur l'aile à la défense centrale. Elle s'avère être une révélation à son nouveau poste et attire rapidement l'attention des recruteurs. Au cours de sa saison à Rio Preto, l'équipe remporte le Campeonato Paulista et est finaliste du Campeonato Brasileiro.
Pour la saison 2017, elle accepte un transfert au club norvégien de Toppserien d'Avaldsnes, qui remporte la même année la Coupe féminine de Norvège pour la première fois. En août 2018, le Paris Saint-Germain recrute Daiane pour un contrat de trois ans. En août 2019, Daiane rejoint CD Tacón en Primera División. Tacón devient le Real Madrid pour la saison 2020-2021, mais la carrière de Daiane est interrompue par trois opérations au genou. Elle rejoint Madrid CFF pour la saison 2021-2022.

### Carrière internationale
Daiane est appelée en sélection du Brésil U20 en août 2015. Elle joue lors de la Coupe du monde féminine U-20 de 2016 en Papouasie-Nouvelle-Guinée et est nommée joueuse du match lors du match nul 1-1 du Brésil contre la Suède.
En janvier 2018, l'entraîneur de l'équipe nationale Vadão sélectionne Daiane dans l'équipe nationale féminine de football du Brésil. Elle fait ses débuts internationaux le 13 mars 2018 lors de la Copa América Femenina 2018 en battant la Bolivie 7-0. Le Brésil reste invaincu et remporte le tournoi, assurant sa qualification pour la Coupe du monde féminine de 2019 en France. Daiane conserve sa place dans l'équipe pour le Tournoi des Nations 2018 en juillet et août 2018.
Daiane n'est initialement pas sélectionnée dans l'équipe du Brésil pour la Coupe du monde féminine de 2019, mais elle est finalement convoquée tardivement lorsqu'Érika se retire en raison d'une blessure au mollet.